# Gayle (chanteuse)
Pour les articles homonymes, voir Gayle.
Gayle, de son vrai nom Taylor Gayle Rutherford (née le 10 juin 2004 à Dallas, au Texas), est une auteure-compositrice-interprète américaine. Elle est connue pour le single ABCDEFU, sorti en 2021, qui se classe numéro un au Royaume-Uni et en Irlande. 
En 2022, Gayle fait la première partie de Maroon 5 au Festival d'été de Québec. En 2023, Gayle fait la première partie de Pink durant la tournée Summer Carnival, en passant notamment à Paris La Défense Arena, les 20 et 21 juin.

## Biographie
Le 19 mars 2022, Gayle remplace Ryan Seacrest à la présentation de l'émission American Top 40 sur CHR, où sa chanson ABCDEFU passe sa première semaine en tête du classement,. Le 19 septembre 2022, Gayle annonce qu'elle annulait sa tournée Avoiding College Tour.
Le 9 mars 2023, Gayle sort le single Everybody Hates Me. Elle assure la première partie de plusieurs concerts de la tournée américaine Eras Tour de Taylor Swift et de la tournée européenne Summer Carnival de Pink, respectivement de mars à août et de juin à juillet 2023. Elle assure également la première partie de la deuxième partie européenne de la tournée Summer Carnival, en juin et juillet 2024. Le 14 avril 2023, Fantasy de Lauren Spencer-Smith, une collaboration avec Gayle et Em Beihold, sort en tant que sixième single de l'album de Spencer, Mirror (2023). Gayle coécrit le single Me de Kelly Clarkson, sorti le même jour en 2023. Le 5 mai 2023, elle sort Don't Call Me Pretty. Gayle interprète et coécrit Butterflies, une reprise intitulée « bedroom-pop » de la chanson Butterfly de Crazy Town, qu'elle interprète également, pour Barbie the Album, sorti en juillet. En août, elle sort le single Leave Me for Dead. Sa chanson suivante, I Don't Sleep as Good as I Used to, suit le 6 octobre. Gayle se lance dans sa première tournée en tête d'affiche, la Scared but Trying Tour. Elle débute le 17 octobre à Tampa, en Floride, et se termine le 15 novembre 2023 à Nashville, dans le Tennessee. Toujours en novembre, elle sort la compilation Hello This Is the Setlist for My Tour.
Sa première sortie en 2024 est Kinda Smacks avec Royal and the Serpent en février. De mai à juin, elle effectue une courte tournée, intitulée My First Time (in Asia) Tour, qui comprend quatre concerts en Asie, dont une participation au Seoul Jazz Fest. Le 28 juin, Gayle sort le single Internet Baby.

## Discographie

### Singles
- Z (2020)
- Dumbass (2020)
- Happy For You (2020)
- Orange Peel (2020)
- Oscar Nominated (avec James Droll) (2021)
- ABCDEFU (2021)
- Ur Just Lonely (2022)
- Ur Just Horny (2022)
- Don't Trip (avec Justus Bennetts) (2022)
- Indieedgycool (2022)
- God Has A Sense Of Humor (2022)
- Snow Angels (2022)
- FMK (Avec Blackbear) (2022)
- Everybody Hates Me (2023)
- Fantasy (avec Lauren Spencer-Smith et Em Beihold) (2023)
- Don't Call Me Pretty (2023)
- Butterflies (2023)
- Leave Me For Dead (2023)
- I Don't Sleep As Good As I Used To (2023)
- Kinda Smacks (Avec Royal and the Serpent) (2024)
- Internet Baby (2024)